# Slag bij Maysaloun
De Slag bij Maysaloun van 24 juli 1920 was een veldslag in Syrië tussen het nieuwe koninkrijk Syrië en Frankrijk.

## Prelude

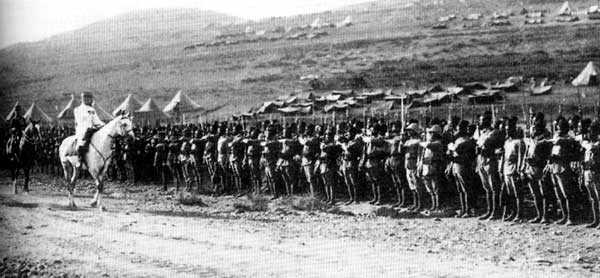
Generaal Henri Gouraud inspecteert de Franse troepen voor de slag

Na afloop van de Eerste Wereldoorlog kreeg Frankrijk, als resultaat van de afspraken die gemaakt waren door de Volkerenbond tijdens de Conferentie van San Remo en het geheime Sykes-Picotverdrag tussen Engeland en Frankrijk, Syrië toegewezen als mandaatgebied.
Nadat een Brits-Arabisch leger onder leiding van generaal Edmund Allenby en Hoessein ibn Ali de Turken had verslagen, riep Hoessein het koninkrijk Syrië uit.
De nieuwe koning Feisal weigerde de afspraken van San Remo te erkennen, waarop Frankrijk in actie kwam. Het scheidde eerst een deel van het toenmalige grondgebied van Syrië af (dit werd de latere staat Libanon) en nam vervolgens met een grote bezettingsmacht de rest van Syrië in, waarbij het Syrische leger vernietigd werd. De slag bij Maysaloun betekende de morele nekslag voor de Arabieren die geloofd hadden dat hun land onafhankelijk zou blijven omdat het in de Eerste Wereldoorlog samen met de geallieerden tegen Turkije had gevochten.

## De slag
Op 24 juli 1920 viel de Syrische minister van defensie, Yusuf Al-Azmah, met een cavalerie-brigade in een laatste wanhoopsoffensief een Franse artillerie-divisie met tanks aan. De Fransen waren gelegerd in de vallei bij de plaats Maysaloun, aan de huidige grens tussen Libanon en Syrië, twaalf kilometer ten westen van Damascus. Toentertijd was het geen grensplaats, omdat Libanon nog steeds deel uitmaakte van het Syrische gebied. De cavalerie had geen enkele kans tegen het gemechaniseerde Franse geschut van generaal Henri Gouraud, die de ruiters uit Damascus liet wegmaaien en de lichamen van paarden en mensen vervolgens achterliet in de woestijn. Het Franse leger, bestaande uit vooral Algerijnse en Senegalese manschappen plus een aantal gevechtsvliegtuigen, maakte het karwei binnen een paar uur af. Bijna alle overlevenden aan Syrische kant werden ter plekke gedood.

## Nasleep
De inwoners van Maysaloun werden samen met generaal Yusuf Al-Azmah en zijn commandanten in een paar gebouwen in het stadje opgesloten. Volgens een ooggetuige gebeurde toen het volgende: de Fransen bonden Azmah vast aan een telefoonpaal om hem te executeren. Azmah deed zijn kuffiah, de geruite Arabische hoofddoek die hij droeg, af en gooide die naar de toekijkende inwoners met de opmerking Die is voor jullie, als herinnering aan mij. De vrouwen die de kuffiah opvingen barstten in tranen uit en gooiden hem terug met de woorden: U bent hier de held en dus de enige die het waard is om dit kledingstuk te dragen. De Fransen gaven vervolgens de Algerijnse soldaten het bevel om Azmah te executeren, maar die weigerden omdat ze geen moslim wilden doden. Vervolgens kregen de Senegalezen dezelfde opdracht, en zij schoten de generaal dood.
De volgende dag konden de Fransen Damascus innemen; koning Feisal ging in ballingschap. Generaal Gouraud begaf zich naar de graftombe van Saladin, gaf er een schop tegen en zou daarbij hebben gezegd: Word wakker Saladin, we zijn terug. Mijn aanwezigheid hier bezegelt de overwinning van het kruis op de halve maan. Hierna volgde een nieuwe periode van Frans kolonialisme, maar na verloop van tijd braken er opstanden uit die uiteindelijk zouden uitmonden in de Syrische onafhankelijkheid. De slag bij Maysaloun, die in Syrië zelf te boek staat als een heldhaftige episode in de strijd voor onafhankelijkheid, is een van de legendarische veldslagen uit de krijgsgeschiedenis die de overgang van paarden en zwaarden naar tanks en vliegtuigen markeerden.